# أوسكار مورينو
أوسكار مورينو هو سياسي فلبيني، ولد في 28 فبراير 1951 في الفلبين. حزبياً، نشط في بارتيدو ليبرال (بيليبيناس). وقد انتخب عضو مجلس النواب في الفلبين.